# فريبا عادلخواه
فريبا عادلخواه (بالفارسية: فريبا عادلخواه) ( 25 أبريل 1959) عالمة فرنسية من أصول إيرانية، عملت كأكاديمية في مجال الأنثروبولوجيا في معهد الدراسات السياسية بباريس. وهي مُحتجزة حاليًا في إيران.

## النشأة والتعليم
ولدت فريبا في طهران ودرست في فرنسا في جامعة ستراسبورغ ثم درست في مدرسة الدراسات العليا في العلوم الاجتماعية. في عام 1990 حصلت على درجة الدكتوراه مع مرتبة الشرف بعد أطروحتها العلمية التي تناقش حالة المرأة في إيران بعنوان: «نهج أنثروبولوجي لإيران ما بعد الثورة: حالة المرأة الإسلامية» بالتعاون جان بيير ديغارد كمستشارًا لها منذ عام 2004. عملت فريبا كمديرة وباحثة في في معهد الدراسات السياسية بباريس، وقامت بتأليف عدد من المنشورات حول إيران وأفغانستان. وهي عضو في المجلس العلمي لمجلة الدراسات الإيرانية الدورية.

## الاعتقال والسجن
في 14 يوليو 2019 أفادت وسائل إعلام إيرانية خارج إيران أن فريبا اعتُقلت منذ 7 يونيو، الذي يوافق آخر ظهور لها في حسابها الشخصي عبر تطبيق واتساب، وذكر موقع كذار الإيراني لحقوق الإنسان أن قوات الحرس الثوري الإسلامي ألقت القبض عليها وأنها تُحتجز في سجن إيفين، لتصرّح السلطات الفرنسية من جهةٍ أخرى أن فريبا مُنعت من الحصول على مساعدة القنصلية، وطالبت السلطات الفرنسية مقابلة فريبا بصفتها مواطنة فرنسية وتقديم الخدمات لها، إلا أن الحكومة الإيرانية لا تعترف بالجنسية المزدوجة، واعتبرت هذه القضيةَ شأنٌ داخلي.

### الحكم
في 16 مايو 2020 حكمت اللجنة الخامسة عشر لمحكمة طهران على فريبا بالسجن لمدة خمس سنوات بتهمة التآمر ضد الأمن القومي والتجسس، وسنةٌ واحدةٌ لترويج البروباغندا ضد الدولة. مثّلها خلال المُحاكمة المحامي الإيراني سعيد دهقان.